# 스프래틀리 군도 해전
스프래틀리 군도 해전(베트남어: Hải chiến Trường Sa 1988, 중국어: 赤瓜礁海战)은 1988년 3월 14일 중국 인민해방군 해군이 스프래틀리 군도를 침공하여 베트남이 실효적 지배를 하고 있던 존슨 남암초를 점령한 사건이다. 스프래틀리 해전(Spratly naval battle), 존슨 남암초 충돌(Johnson South Reef Skirmish), 존슨 남암초 해전(Johnson South naval battle)이라고도 부른다.

## 역사
1988년 3월 14일 중국 인민해방군 해군은 하이난에서 출발한 호위함 3척으로 베트남 해군의 수송선 3척을 공격했다. 이 과정에서 베트남 군인 64명이 전사당했다. 또한 베트남 군인 9명이 중국 인민해방군 해군에 생포되었으며, 3년 뒤인 1991년에 석방했다. 원래 스프래틀리 군도의 존슨 남암초를 실효적으로 지배하던 국가는 베트남이었지만, 이 해전의 패배로 중국이 실효적 지배를 하게 되었다.

## 같이 보기
- 스프래틀리 군도 분쟁
- 파라셀 제도 해전
- 깜라인 만